# Uwe Stoltefuß

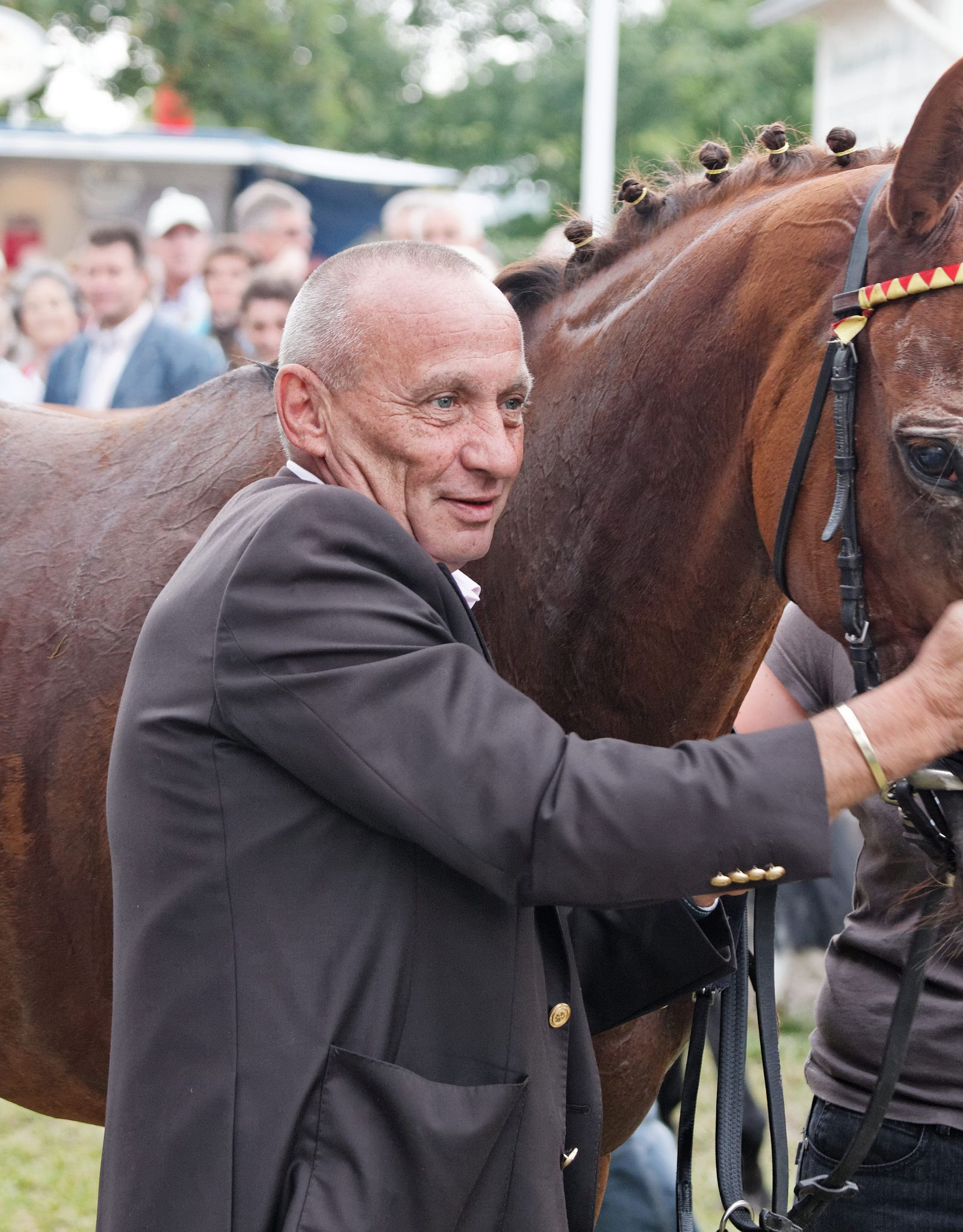
Uwe Stoltefuß 2009 in Bad Harzburg

Uwe Stoltefuß (* 26. Dezember 1955 in Unna; † 8. August 2013 in Essen) war ein deutscher Jockey und Galoppsporttrainer. Mit insgesamt 2070 Siegen war er einer der erfolgreichsten deutschen Trainer im deutschen Galoppsport.
Uwe Stoltefuß begann seine Galoppsport-Karriere als Jockey bei Hugo Danner. Gewichtsbedingt musste er sehr schnell in den Hindernissport wechseln, der damals allerdings noch einen wesentlich höheren Stellenwert als heute hatte. Seine größten Erfolge als Hindernisreiter erzielte er am Rennstall von Adolf Wöhler und er brachte es dabei auf drei nationale Championate. 1982 wechselte er schließlich ins Trainerfach und erreichte bereits Ende der 1980er Jahre den Höhepunkt seiner Karriere, als er den Surumu-Sohn Mondrian zu einem der besten deutschen Rennpferde aller Zeiten formte. Mit ihm gewann er 1989 das Deutsche Derby und holte von 1989 bis 1990 die Rekordzahl von sieben Gruppe I Siegen. Umso härter traf es ihn, als der Besitzer ihm 1991 das Pferd wegnahm und ins Training nach England gab. Dieser Trainerwechsel erwies sich als fatale Fehlentscheidung und bewirkte auch, dass Mondrian nach seiner Rennkarriere keinen guten Einstieg in die Zucht fand. In der Folge sollte Uwe Stoltefuß noch viele sehr gute Pferde hervorbringen, aber keines mehr von der Klasse Mondrians. Insgesamt weist die Datenbank von Galopp-Sieger.de 473 Erfolge von ihm in bedeutenden Rennen auf. Von 1996 bis 1998 wurde er dreimal Trainer-Champion. Besonders erfolgreich war er natürlich in den Hindernisrennen, was sich in sieben Hindernis-Championaten von 1986 bis 1993 niederschlug. Besonders in der Erinnerung blieben dabei seine Erfolge mit dem legendären, noch in der DDR gezogenen Wallach Registano (1987–2002), der es auf ein für den heutigen Hindernissport in Deutschland unvorstellbares GAG von 102 brachte.
Uwe Stoltefuß war nie der Trainer der berühmten Gestüte oder der vermögenden Besitzer. Es waren die kleinen Besitzer und Rennsportenthusiasten, die ihm sein Vertrauen schenkten und seinen stets in Dortmund beheimateten Rennstall mit bis zu 140 Pferden füllten. So war für ihn auch nicht die Große Woche im mondänen Baden-Baden, sondern die Rennsportwoche in Bad Harzburg der alljährliche Höhepunkt des Jahres. Als er dort 2013 zum ersten Mal seit Jahrzehnten fehlte, besorgte dies die Stammgäste, denn Ende 2012 wurde bei Uwe Stoltefuß Leukämie diagnostiziert. Eine damals durchgeführte Stammzellentherapie schien anfangs sehr erfolgreich zu sein, aber während der Derby-Woche Anfang Juli 2013 in Hamburg, zwei Wochen vor der Harzburger Rennwoche, erlitt er einen schweren Rückschlag, von dem er sich nicht mehr erholte.
Während der Rennwochen in Hamburg und Bad Harzburg findet seit seinem Tod jeweils ein Erinnerungsrennen an ihn statt.